# Francesco Lomanto
Francesco Lomanto (Mussomeli, 2 de março de 1962) é um clérigo italiano e nomeado arcebispo católico romano de Siracusa .

## Vida
Francesco Lomanto participou do Seminário Episcopal de Rapazes em Caltanissetta de 1976 a 1981. Lomanto estudou filosofia e teologia católica no seminário de Caltanissetta. Em 29 de junho de 1986, ele recebeu o sacramento da ordenação para a diocese de Caltanissetta .
Após a ordenação, Francesco Lomanto trabalhou como vigário em Villalba, San Cataldo e Caltanissetta. Ele também ensinou em várias escolas estaduais de 1986 a 1989 e de 1992 a 1996 no Episcopal Boys 'Seminar em Caltanissetta e no Instituto Sant'Agostino de Estudos Religiosos. Além disso, Lomanto obtido uma licenciatura em história da igreja da Pontifícia Universidade Gregoriana em Roma em 1991 e um diploma da Escola do Vaticano de Paleografia, Diplomacia e Estudos Arquivo em 1992. De 1996 a 2011, Francesco Lomanto foi o Pastor da Freguesia de Sant'Enrico em Mussomeli. 2008 Lomanto estava no doutorado da Pontifícia Universidade Gregoriana em História da Igreja .
Além de suas funções mencionadas, Francesco Lomanto ensina no Instituto Teológico Mons desde 1992. G. Guttadauro em Caltanissetta e desde 1993 na Pontifícia Faculdade Teológica da Sicília "San Giovanni Evangelista" em Palermo . Sua pesquisa se concentra na história da diocese de Caltanissetta.
Em 24 de julho de 2020, o Papa Francisco o nomeou Arcebispo de Siracusa. 